# Шерер, Эдуардо
Эдуардо Шерер Вера-и-Арагон (исп. Eduardo Schaerer Vera y Aragón; 2 декабря 1873, Каасапа — 12 ноября 1941, Буэнос-Айрес) — парагвайский политик, президент Парагвая в 1912–1916 годах.

## Ранние годы
Родился в городе Каасапа, его родителями были Сантьяго Шерер и Изабель Вера-и-Арагон. Его отец был швейцарцем, уроженцем Фордемвальда, Аргау, а его супруга, Матильда Гейзеке, была уроженкой Гамбурга и дочерью Кристиана Гейзеке, консула Австро-Венгерской империи в Парагвае.
Начал учёбу в родном городе, затем поступил в Национальный колледж Асунсьона. Он занялся бизнесом, как отец, а также увлекся политикой и журналистикой. Он стал один из соучредителей газеты "El Diario" и основателем газеты "La Tribuna".

## Политическая карьера
В 1908 году поддержал военный переворот Альбино Хары. С 5 июля 1908 по 17 января 1911 года он занимал должность мэра Асунсьона, а также занимал должность директора таможни, главы Министерства внутренних дел (1912) и сенатора (1921).
15 августа 1912 года был избран президентом страны. Его кабинет составили авторитетные политики: Эусебио Айяла (министр иностранных дел), Мануэль Гондра )военный и морской министр), Феликс Пайва (министр юстиции, культуры и народного просвещения), Хосе Педро Монтеро (министр внутренних дел). Позже Гондра перешёл на должность министра иностранных дел, полковник Патрисио Эскобар стал военным и морским министром, Эусебио Айяла - министром финансов, культуры и народного просвещения, а Белисарио Риварола - министром юстиции.
С правления Э. Шерера начался период политической стабильности, который длился почти десять лет. В 1912 году д-р Мануэль Франко был назначен ректором университета. В 1913 году началась электрификация страны, появились телеграф и электрические трамваи. Э. Шерер провел программу государственной занятости, организовав общественные работы по благоустройству улиц, асфальтированию, сносу старого центрального рынка и ветхих домов.
В образовательной сфере был издан указ о введении обучения английскому языку в средней школе. Были открыты школы в трёх исторических городах: Вильяррике, Энкарнасьоне и Пиларе, а также в Барреро-Гранде.
1 января 1915 года в Асунсьоне произошла попытка военного переворота во главе с доктором Гомесом Фрейре Эстевесом и его братом, доном Луисом Эстевесом. Военные арестовали президента, но путч провалился.
Э. Шерер стал первым гражданским президентом, который сумел закончить свой мандат без заговоров и военных переворотов.